# Clostridium butyricum
La amilobacteria (Clostridium butyricum) es un microorganismo anaerobio en forma de bastoncito prolongado. Es agente de la fermentación butírica. 
Licúa la gelatina formando espuma en la superficie. Desempeña un importante papel en la putrefacción de los tejidos vegetales cuyas membranas celulares destruye. Las cepas más comunes tienen unas dimensiones de entre 3 y 10 micras de largo por 0.6 de ancho.
Clostridium butyricum es un bacilo grampositivo formador de endosporas, anaeróbico, que subsiste mediante fermentación utilizando un α-poliglucano (granulosa) tipo amilopectina acumulado intracelularmente como sustrato. Se informa que es un patógeno humano poco común y se usa ampliamente como probiótico en Asia (especialmente en Japón, Corea y China). C. butyricum es un habitante del suelo en varias partes del mundo, se ha cultivado a partir de las heces de niños y adultos sanos, y es común en la leche agria y los quesos.
Otros nombres: Bacillus amylobacter (1877), Amylobacter navicula (1879), Clostridium butyricum (Prazmowski 1880).